# Geising
Geising est un quartier de la ville d'Altenberg, en Saxe (Allemagne), située dans l'arrondissement de Suisse-Saxonne-Monts-Métallifères-de-l'Est, dans le district de Dresde.

## Histoire
Geising est fondė au XIVe siècle. Les mines sont mentionnées pour la première fois en 1375, une fonderie en 1449. L'établissement à l'ouest du ruisseau Geisingbach obtient les droits d'une ville en 1453 sous le nom Altgeising. Neugeising à l'est du Geisingbach est fondė en 1462 et obtient les droits d'une ville immédiatement. Les deux lieux-dits s'unissent pour former la ville Geising en 1857.
En 1974 le village de Löwenhain rejoint Geising, suivi par Fürstenau en 1994 et Lauenstein en 1996. Le 1er janvier 2010 Geising rejoint la ville d'Altenberg, qui devient la municipalité la plus peuplée dans l'arrondissement et est un centre du tourisme.